# Farmington (Washington)
Farmington je gradić u američkoj saveznoj državi Washington. Prema popisu stanovništva iz 2010. u njemu je živjelo 146 stanovnika.